# 聖伯多祿聖殿 (佩魯賈)
聖伯多祿聖殿（義大利語：Basilica di San Pietro）是位於義大利中部城市佩魯賈的一座教堂和修道院。修道院大約修建於996年。教堂的正面有一座製作於15世紀的大門。現在聖伯多祿聖殿是佩魯賈知名的觀光景點。
聖伯多祿聖殿又稱為聖彼得殿（Borgo di San Pietro）的中心，
在今天已經和平與寧靜的佩魯賈，聳立著聖彼得殿和一旁歷史悠久的修道院。 
聖彼得羅（San Pietro）建築群是文化和精神中心，仍然散發著千年以來的魅力，吸引眾多來訪者，使他們經常發現並欣賞其非凡而獨特的歷史和藝術遺產。
在翁布里亞省中，知名度緊跟在翁布里亞省國家美術館後面，在翁布里亞省排名第二。
教堂裡有聖禮堂和地穴，尖塔向天空傾斜的鐘樓，是佩魯賈的象徵，三個夜光做工精美的迴廊，通向14世紀走廊以及僧侶牢房和宿舍的新樓梯，古老的首府大廳和餐廳，直至中世紀花園，這是修道院花園的一種表達形式，其中包括重要的歷史和建築元素，例如古老的伊特魯里亞羅馬路和1200年的城門，以及圖書館，檔案館和他們的書籍，文件，密碼，古代手稿和藝術珍品畫廊：一個非凡的寶物箱，其中包含奇妙的事物和奧秘，遊客，好奇者和好奇者將能夠在保持陶醉的狀態下發現它們。 費迪南德·格列高洛維烏斯（Ferdinand Gregorovius）在他的《 穿越意大利 （1864-1871）》中寫道聖彼得：“他的教堂，一個美麗的大教堂，上面有古老的花崗岩柱，被認為是這座城市最珍貴的寶石，是一座真正的博物館。翁布里亞畫。 它包含了佩魯吉諾，奧拉齊奧·阿爾法尼，多尼，西班牙和其他大師的出色畫作，以及薩索費拉托執行的佩魯吉諾和拉斐爾的珍貴複製品。
聖彼得羅（San Pietro）還是農業科學領域中的科學研究，技術轉讓和創新之地：農業教育基金會（Foundation for Agriculture Education），擁有其建築群。
華麗的大教堂，藝術品，卡薩利納（Casalina）和聖阿波利納雷（Sant'Apollinare）堡壘的歷史檔案和財產都屬於農業教育基金會（Foundation for Agriculture Education）名下，除了是仍然生活在此的本尼迪克特人的狂熱活動的重要歷史和藝術見證外，還是現代農業公司的基石，該公司繼承了修道院和佩魯賈大學農業、食品和環境科學系的總部，農業學院和大學科學博物館中心的現代化發展。 因此，科學和藝術與駐留在藝術中的科學的有趣融合，參觀者將能夠緩慢地展現出來。